# Ožegovci
Ožegovci (1880-ig Ožegovac) falu Horvátországban Pozsega-Szlavónia megyében. Közigazgatásilag Pakráchoz tartozik.

## Fekvése
Pozsegától légvonalban 27, közúton 33 km-re északnyugatra, községközpontjától légvonalban 15, közúton 17 km-re keletre, Nyugat-Szlavóniában, a Pakrácról Pozsegára menő főúttól északra, az Ožegovacka-patak mentén fekszik.

## Története
A település török uralom idején keletkezett, amikor Boszniából érkezett pravoszláv vlachok betelepültek be ide. Első írásos említése 1698-ban „Ozegovacz” alakban 9 portával a török uralom alól felszabadított települések összeírásában történt.
A 17. század végétől a török kiűzése után a területre folyamatosan telepítették be a keresztény lakosságot. Az első katonai felmérés térképén „Dorf Oxegovacz” néven találjuk. Lipszky János 1808-ban Budán kiadott repertóriumában „Osegovacz” néven szerepel. Nagy Lajos 1829-ben kiadott művében „Osegovacz” néven összesen 39 házzal és 318 ortodox vallású lakossal találjuk.
1857-ben 258, 1910-ben 423 lakosa volt. 1910-ben a népszámlálás adatai szerint lakosságának 82%-a szerb, 17%-a horvát anyanyelvű volt. Pozsega vármegye Pakráci járásának része volt. Az első világháború után 1918-ban az új szerb-horvát-szlovén állam, majd később (1929-ben) Jugoszlávia része lett. 1991-ben lakosságának 98%-a szerb nemzetiségű volt. A délszláv háború idején kezdettől fogva szerb ellenőrzés alatt volt. A horvát hadsereg 123. pozsegai, 127. verőcei és 136. szalatnai dandárjának alakulatai az Orkan ’91 hadművelet második szakaszában 1991. december 24-én foglalták vissza. Szerb lakossága nagyrészt elmenekült. Véglegesen 1995 májusában a Villám hadművelettel került horvát kézre. 2011-ben 34 állandó lakosa volt.

## Lakossága
| Lakosság változása | Lakosság változása | Lakosság változása | Lakosság változása | Lakosság változása | Lakosság változása | Lakosság változása | Lakosság változása | Lakosság változása | Lakosság változása | Lakosság változása | Lakosság változása | Lakosság változása | Lakosság változása | Lakosság változása | Lakosság változása |
| ------------------ | ------------------ | ------------------ | ------------------ | ------------------ | ------------------ | ------------------ | ------------------ | ------------------ | ------------------ | ------------------ | ------------------ | ------------------ | ------------------ | ------------------ | ------------------ |
| 1857               | 1869               | 1880               | 1890               | 1900               | 1910               | 1921               | 1931               | 1948               | 1953               | 1961               | 1971               | 1981               | 1991               | 2001               | 2011               |
| 258                | 244                | 212                | 242                | 314                | 423                | 403                | 504                | 368                | 383                | 390                | 311                | 224                | 179                | 37                 | 34                 |